# Бегство с Юпитера
Бе́гство с Юпи́тера (англ. Escape from Jupiter) — австралийский детский научно-фантастический сериал 1994 года, выходивший в эфир с 10 апреля по 3 июля. В течение 13 серий относительно небольшая группа детей пытается улететь со спутника Юпитера, Ио.
Колония, расположенная на спутнике Юпитера Ио, погибает в результате извержения вулкана. Следующий корабль с Земли придёт только через месяц, поэтому выжившие с помощью буксировщика превращают заброшенную станцию в примитивный космический корабль и направляются к Земле, сталкиваясь в пути с приключениями и формированием тесных взаимоотношений друг с другом.
Основными персонажами являются дети, а сюжет строится на их попытке научиться уживаться друг с другом.
Сериал продолжен в другом, «Возвращение на Юпитер» 1997 года.

## Описание сюжета

### Введение
Главный персонаж — Майкл Фарадей, 10-летний мальчик, живущий в космосе всю свою жизнь. Ни разу не бывав на Земле, он проживает со своим отцом на спутнике Ио. Несмотря на то, что в добывающей колонии живут обычно лишь взрослые, некоторые из них пребывают там со своими семьями. Лучший друг Майкла — Кингстон, сын врача колонии. Дополняют их дуэт Джаррод и Энн, оба — дети их товарища-шахтёра Карла. Джаррод и Майкл постоянно конкурируют друг с другом, так как преимущество Джаррода — его мускулы, а Майкла — интеллект. Отец Майкла является пилотом местного космического буксира, который доставляет пассажиров и оборудование с луны к орбитальному космическому кораблю.
Действие сериала происходит в не слишком отдалённом будущем. Администратором шахты является мужчина по имени Даффи, курирующий работу колонии. Старейший колонист и специалист, часто представляемый как отстранённый профессор, Яков Ингосоло, занимается изучением горных работ и результатом добычи на планете и в колонии. Хотя его прогнозы оценивают как опрометчивые из-за предыдущего утверждения, что приход кометы уничтожит колонию, последняя работа в отношении шахт и потока лавы заслуживает доверия. Но, несмотря на неминуемую угрозу, работа шахты продолжается.
К этой группе персонажей добавляются учёные компании. Среди них появляется Кумико, являющаяся типичной испорченной девочкой очень успешных родителей, учёных-сейсмологов. Она редко покидала Землю и из-за вынужденного полёта с отцом и матерью настроена враждебно к окружающим. Предметом её гордости и радости является компьютер, носимый ею с собой всё время.

## Роли
- Эйб Форсайт — Кингстон
- Энн Хлой — Кумико
- Стив Бисли — Даффи
- Фиона Стюарт — Селия
- Дэниель Тейлор — Майкл
- Джастин Росниак — Жерар
- Робин Маккензи — Энн
- Артур Дингхэйм — профессор Ингосол
- Айвор Кэнц — Карл
- Энн Тенни — Хелен

## Книга
В 1995 году Дэвидом Огилви была написана основанная на телесериале одноимённая новелла и издана объёмом в 240 листов издательством Penguin Character Books Ltd под лицензией Би-би-си.